# Jackline Barasa
Jackline Barasa (ur. 25 grudnia 1979) – kenijska siatkarka, grająca jako środkowa. Obecnie występuje w drużynie Kenya Commercial Bank.